# دانيال هاربر
دانيال هاربر هو منافس ألعاب قوى كندي، ولد في 28 أغسطس 1989 في ميسيساغا في كندا.

## وصلات خارجية
- دانيال هاربر على موقع الاتحاد الدولي لألعاب القوى (الإنجليزية)